# Карпенисиотис, Афанасиос
Афанасиос Карпенисиотис (греч. Αθανάσιος Καρπενησιώτης; 1780, Эвритания, Средняя Греция — 1821, Скуляны, Румыния) — греческий военачальник, участник русско-турецкой войны 1806—1812 годов, полковник российской армии, кавалер ордена Св. Владимира, один из героев первого Придунайского этапа Освободительной войны Греции 1821—1829 годов.

## Биография
Афанасиос Карпенисиотис родился в селе Айос-Андреас в 1780 году. Настоящая его фамилия — Фуллидас. Фамилия Карпенисиотис закрепилась за ним по имени близлежащего города Карпенисион. Известен также под фамилией Аграфиотис (от гор Аграфа) Под последней фамилией он отображён на картине фон Хеса.
В 12 летнем возрасте Афанасиос уехал к родственникам в Константинополь, где работал в мастерской по ремонту оружия. Позже он обосновался в городе Яссы, Молдавия, где занялся торговлей недвижимости.
С началом русско-турецкой войны в декабре 1806 года, Карпенисиотис, вместе с другими греческими добровольцами и в звании тысячника, примкнул к русской армии. В ходе войны, к 1810 году, Карпенисиотису было присвоено звание полковника русской армии и он был награждён орденом Святого Владимира.
С окончанием войны и согласно Бухарестскому миру 1812 года, русские войска ушли из княжеств. Карпенисиотис поступил на службу командиром охраны господаря Михаила Водэ.
В 1818 году Карпенисиотис был посвящён в тайное революционное общество Филики Этерия архимандритом Лукас Леонтаритис.
Когда 5 марта 1821 года Александр Ипсиланти перешёл Прут, поднял знамя революции и вошёл в Яссы, Карпенисиотис встал под его знамёна. 1 мая 1821 года в городе Галац Карпенисиотис возглавил первый серьёзный бой между силами греческих гетеристов и войсками Османской империи (см. Бой за Галац). 17 июня 1821 года как «новый Леонид», Карпенисиотис пал, сражаясь героически, в одном из двух последних сражений гетеристов в Валахии и Молдавии (см. Битва под Скулянами).
Как писал греческий историк Апостолос Э. Вакалопулос: «Как героизм Священного корпуса с честью завершает драму операций в Валахии, так и самопожертвование Карпенисиотиса 17 июня в Скулени и Олимпиос, Георгакис и Фармакис, Яннис в сентябре 1821 года в монастыре Секу (см. Бой у монастыря Секку) завершают славой борьбу в Молдавии».